# Гібридизація (біологія)
Гібридиза́ція — процес отримання гібридів, в основі якого лежить об'єднання генетичного матеріалу різних клітин в одній клітині.
Може здійснюватися в межах одного виду (внутрішньовидова гібридизація) і між різними систематичними групами (віддалена гібридизація, при якій відбувається об'єднання різних геномів). Для першого покоління гібридів часто характерний гетерозис, що виражається в кращій пристосованості, більшій плодючості і життєздатності організмів. При віддаленій гібридизації гібриди часто стерильні.
Гібридизація — процес, на основі якого виникає і реалізується комбінативна мінливість — один з факторів еволюції.
У молекулярній біології застосовують поняття молекулярна гібридизація — гібридизація між різними молекулами ДНК або між молекулами ДНК і РНК.
Віддалена гібридизація — це схрещування рослин, що належать до різних видів. Віддалені гібриди, як правило, стерильні, що пов'язано з вмістом в геномі різних хромосом, які в мейозі не кон'югують. Внаслідок цього формуються стерильні гамети

## Міжвидове схрещування
Організми одного виду можуть схрещуватися один з одним. Хоча сумісність у межах одного виду і визначає можливість схрещування, ці кордони не є абсолютно суворими. Це стало очевидно на прикладі безлічі гібридів, які існують між різними видами (міжвидових гібридів). У селекції рослин і в сільському господарстві, здатність рослин до видового та міжвидового схрещування визначає переміщення генів серед культур і між культурами та їх дикими родичами. У деяких випадках, культурні рослини можуть взаємодіяти з відповідними дикими та формувати комплекси бур'ян — культура (цукровий буряк і дикий буряк). Популяції цих бур'янів можуть виступати як сховища чужорідних генів, в тому числі генів, введених за допомогою генної інженерії. Ці бур'яни можуть також виступати як місток, по якому гени переміщаються від культури до дикої рослини та навпаки.